# Kaiser-Wilhelm-Kirche (Bad Ems)

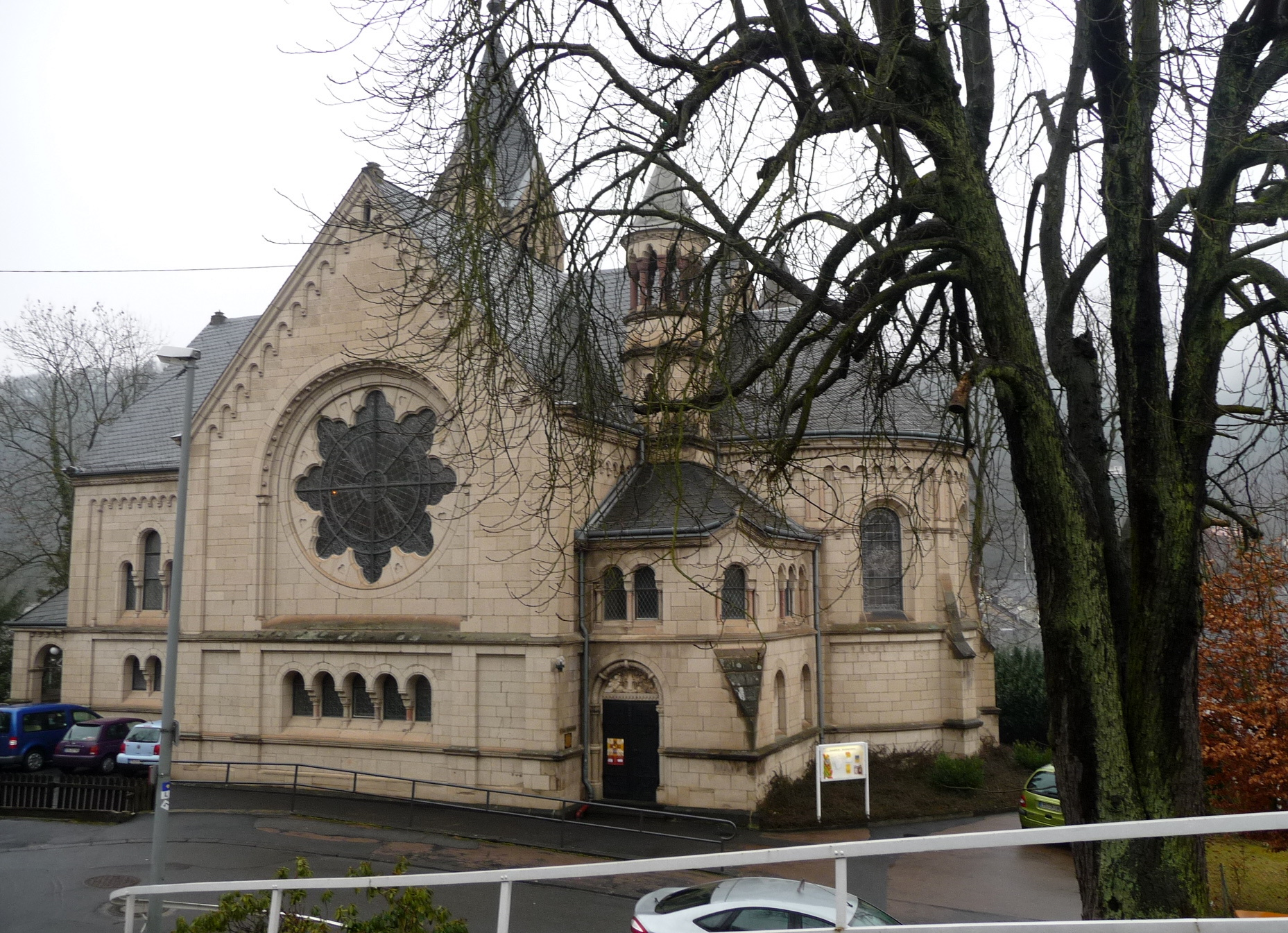
Kaiser-Wilhelm-Kirche in Bad Ems

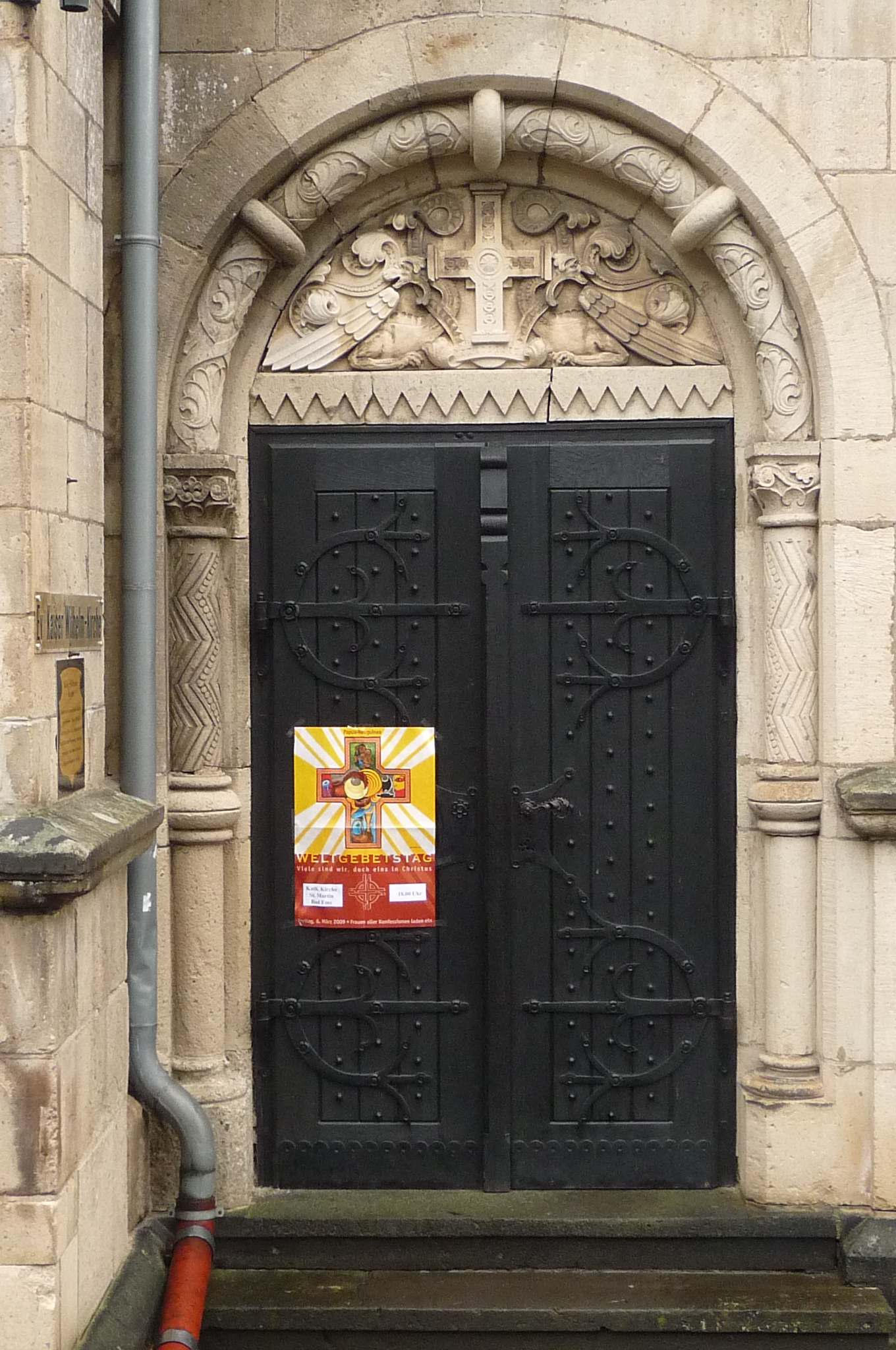
Südöstliches Portal zur Kaiserloge

Die Kaiser-Wilhelm-Kirche ist ein evangelischer Kirchenbau in Bad Ems, einer Stadt im Rhein-Lahn-Kreis in Rheinland-Pfalz. Sie gehört der Evangelischen Kirche in Hessen und Nassau an.

## Geschichte
Die Kaiser-Wilhelm-Kirche verdankt ihre Entstehung der Entwicklung des Ortes in der zweiten Hälfte des 19. Jahrhunderts zu einer der bedeutenden Kurstädte Europas. Ein Anstoß zum Bau einer vornehmlich für die Kurgäste bestimmten evangelischen Kirche ging von Kaiser Wilhelm I. aus, der seit 1867 regelmäßig in der Kurstadt weilte. 1870 wurde ein „Comité für den Bau einer evangelischen Kirche in Bad Ems“ zur Finanzierung dieses Kirchenbauprojekts gegründet, das ab 1873 durch Pfarrer Georg Vömel entschieden vorangetrieben wurde. Die Realisierung des Projekts ab 1893 schließlich betrieb Friedrich von Bodelschwingh der Ältere, der den für die v. Bodelschwinghsche Stiftungen Bethel tätigen Architekten Karl Siebold mit der Entwurfsplanung beauftragte. Die Baukosten übernahm zu einem Drittel Kaiser Wilhelm II. Die Grundsteinlegung fand im Juni 1898, die Einweihung im August des nachfolgenden Jahres statt.
Die Kaiser-Wilhelm-Kirche musste im April 2017 aus sicherheitstechnischen Gründen geschlossen werden, eine grundlegende statische Sicherung des Bauwerks erfolgt derzeit.

## Architektur
Die in exponierter Lage über dem Lahntal am Hang des Malbergs errichtete Kaiser-Wilhelm-Kirche ist als kreuzförmiger Zentralbau mit zweijochigem Schiff, Querhaus und Apsis geplant. Der von einem Rautenhelm geschlossene Kirchturm, der zugleich den hangseitigen Zugang enthält, wurde im nordwestlichen Winkel von Kreuzarm und Schiff errichtet. Den nordöstlichen Winkel nimmt die Sakristei, den südöstlichen der Anbau mit der Kaiserloge ein. Zugleich sind im Winkel die oktogonalen Treppentürme zu den Emporen der beiden Querhausarme positioniert. Das Kirchenschiff ist durch dreiteilig gestaffelte Fenstergruppen, das Querhaus durch achtteilige Fensterrosen beleuchtet.
Der Kirchenraum wird durch einen offenen Dachstuhl gedeckt, lediglich die Apsis ist als besonderer sakraler Ort durch ein gotisches Rippengewölbe hervorgehoben.

## Ausstattung
Die Kaiser-Wilhelm-Kirche hat mit Altar, Kanzel, Kirchenbänken und Orgel ihre bauzeitliche Ausstattung bewahrt, die zusammen mit den Wand- und Deckenmalereien sowie den Buntverglasungen der Fenster einen geschlossenen Gesamteindruck ergibt. Ikonographisches Leitthema der als Hauptkirche des Heilbads dienenden Kirche ist das „Wasser des Lebens“. Das Altarbild des Retabelaltars zeigt die Begegnung von Jesus mit der Samariterin am Jakobsbrunnen und darüber die zugehörige Schriftstelle: „Wer dieses Wasser trinkt, den wird wieder dürsten. Wer aber Wasser trinken wird, das ich ihm gebe, der wird ewiglich nicht dürsten.“ (Joh 4,13 f. ). An der Chorrückwand seitlich des Altars ist ein Vers aus Psalm 42 interpretiert: „Wie der Hirsch lechzt nach frischem Wasser, so schreit meine Seele, Gott, zu Dir.“Psalm 42,2  Das Tympanon des Haupteingangs trägt die Inschrift: „Wohlan, alle, die ihr durstig seid, kommt her zum Wasser“ (Jes 55,1 ). Das Relief über dem Eingang zeigt das Thema „Moses schlägt Wasser aus dem Felsen“ (Ex 17,5 f. ). An der mit den Reliefs der vier Evangelisten ausgestatteten Kanzel steht mit Bezug auf die Taufe der Missionsauftrag: „Gehet hin in alle Welt und lehret alle Völker. Taufet sie im Namen des Vaters und des Sohnes und des heiligen Geistes“ (Mt 28,19 f. ). Unterhalb der Kanzel ist daher entsprechend der Taufstein als Ort des heilbringenden Wassers positioniert.

### Orgel
Die Kaiser-Wilhelm-Kirche erhielt bei ihrer Fertigstellung 1904 eine Orgel mit 17 Registern von Ernst Klassmeier in Kirchheide. Hinter dem bestehenden Prospekt erstellte die Firma Johannes Klais Orgelbau 1974 einen Neubau unter Verwendung von zwölf Registern der Vorgängerorgel. Das Werk hat die folgende Disposition:
| I Hauptwerk C–g3 |                |        |
| 1.               | Bordun         | 16′    |
| 2.               | Principal      | 08′    |
| 3.               | Rohrflöte      | 08′    |
| 4.               | Octave         | 04′    |
| 5.               | Flauto dolce   | 04′    |
| 6.               | Doublette      | 02′    |
| 7.               | Sesquialter 2f | 02 ⁄3′ |
| 8.               | Mixtur 4f      | 01 ⁄3′ |
| 9.               | Trompete       | 08′    |

| II Positiv C–g3 |               |       |
| 10.             | Bordunalflöte | 8′    |
| 11.             | Gambe         | 8′    |
| 12.             | Vox coelestis | 8′    |
| 13.             | Fugara        | 4′    |
| 14.             | Flaut travers | 4′    |
| 15.             | Principal     | 2′    |
| 16.             | Quinte        | 1 ⁄3′ |
| 17.             | Scharff III   | 1′    |
| 18.             | Schalmey      | 8′    |
|                 | Tremulant     |       |

| Pedal C–f1 |            |            |
| 19.        | Violon     | 16′        |
| 20.        | Subbass    | 16′        |
| 21.        | Octavbass  | 08′        |
| 22.        | Hohlflöte  | 08′        |
| 23.        | Choralbass | 04′        |
| 24.        | Piffaro II | 02′ und 1′ |
| 25.        | Posaune    | 16′        |

- Koppeln: II/I, I/P, II/P
- Spielhilfen: 2 freie Kombinationen, Tutti, Zungeneinzelabsteller